# باجوس
باجوس (باللاتينية: Pagus) (الجمع: باجي) (باللاتينية: Pagi) كان تقسيم إداري روماني للأقسام الزراعية في المناطق القبلية، ويشمل المزارع الفردية والقرى (باللاتينية: vici)، وقلاع الأوبيدوم الحصينة ((باللاتينية: oppida))،، استخدم المصطلح جغرافيا في العصور الوسطى المبكرة.
أشار مصطلح باجوس بداية من عهد دقلديانوس (284-305 م) فصاعدًا إلى أصغر وحدة إدارية في المقاطعة. واستخدم هذا المصطلح لوصف الأراضي في الفترتين الميروفنجية والكارولنجية، دون أي معنى سياسي أو إداري.

## أصل المصطلح
Pāgus كلمة لاتينية أصلية من الجذر -pāg, وهي زيادة في درجة (Vṛddhi) الكلمة الهندوأوروبية *paǵ- التي هي جذر شفوي، بمعنى "تثبيت أو ربط أو احكام" (بانغو)، يمكن ترجمتها الى "رسم الحدود".
اقترح سابقا أن لفظة pāgus مستعارة من اليونانية أما من "بيجي" (بالإغريقية: πήγη) بمعنى "بئر القرية"، أو من "باجوس" (بالإغريقية: πάγος)  بمعنى "حصن التل". عارض ويليام سميث ذلك على أساس أنه لا البئر ولا حصن التل يظهران بمعنى باجوس pāgus.
كلمة باجوس pagus هي أصل كلمة بلدة في اللغات الرومانسية، مثل pays بالفرنسية، وpaís بالفرنسية وبشكل أبعد peasant بالإنجليزية.
الصفة المقابلة لباجوس هي paganus وهي مصدر كلمة pagan بمعنى "وثني".

## الاستخدام الروماني
استخدم مصطلح باجوس للإشارة لوحدة ريفية أو لتجمع سكاني داخل تقسيم سياسي أكبر؛ أشار يوليوس قيصر، على سبيل المثال، الى باجي ضمن تقسيم سياسي أكبر لسلتيك هلفيتي.
يعد باجوس Pagus و فيكوس Vicus (قرية صغيرة) من وحدات التقسيم الإداري في الريف. في النقوش اللاتينية من العصر الجمهوري، يشير باجوس للتقسيمات الإقليمية المحلية لشعوب جبال الأبينيني الوسطى ويُفترض أنه يعبر عن الهياكل الاجتماعية المحلية المتباينة.
أشار المؤرخ بيتر براون إلى أن الوثنية بمعناها الأصلي تعني شخصًا مدنيًا أو من العامة، أي بدون سلطة وبالتالي أقل أهمية؛ بعيدًا عن المركز الإداري، سواء أكان ذلك مقر أسقف أو بلدة أو قرية محصنة، كان سكان المناطق النائية الباجي، يميلون للتشبث بالطرق القديمة ومنها ظهر مصطلح "الوثنيين"؛ وهو مصطلح اذرائي أطلقه مسيحيوا الغرب اللاتيني على من رفضوا التحول من الديانات التقليدية في العصور القديمة.